# Aneuretellus deformis
Aneuretellus deformis (лат.) — ископаемый вид муравьёв, единственный в составе монотипического рода Aneuretellus из подсемейства Aneuretinae. Сахалинский янтарь, Россия, средний эоцен, возраст находки 43—47 млн лет (первоначально возраст находки определялся как палеоцен).

## Описание
Мелкие муравьи. Длина тела около 3 мм, длина головы 0,61 мм, длина груди 0,88 мм. Голова трапециевидная, глаза смещены вперёд. Антенны в целом 12-члениковые с булавой из трёх сегментов. Стебелёк между грудкой и брюшком состоит из одного длинного петиолюса без чешуйки. Видовое название A. deformis происходит от латинского слова deformis (искажённый). Название рода Aneuretellus основано на морфологическом сходстве с родом Aneuretus.
Вид был впервые описан в 1988 году советским и российским мирмекологом профессором Геннадием Михайловичем Длусским (1937—2014).